# 4797 Ako
4797 Ako eller 1989 SJ är en asteroid i huvudbältet som upptäcktes den 30 september 1989 av de båda japanska astronomerna Toshiro Nomura och Kōyō Kawanishi vid Minami-Oda-observatoriet. Den är uppkallad efter den japanska staden Akō.
Asteroiden har en diameter på ungefär 6 kilometer och den tillhör asteroidgruppen Nysa.